# Миллз, Шелдон
Ше́лдон Ти́ббетс Миллз (англ.Sheldon Tibbetts Mills; 13 августа 1904, Сиэтл — 15 июля 1988, Санта-Барбара) — американский дипломат, карьерный сотрудник дипломатической службы Государственного департамента США с 1928 по 1961 год.

## Семья
Родился 13 августа 1904 года в Сиэтле (штат Вашингтон) и умер 15 июля 1988 года в Санта-Барбаре (штат Калифорния). Родителями Миллза были Гарри Эдвард Миллз, протестантский священник и поэт, наиболее известный своей книгой «Дерновый дом на небесах и другие стихи», и Мэри Брюстер Тиббетс Миллз, прямой потомок старейшины Уильяма Брюстера, который прибыл в Америку на «Мейфлауэре» в 1620 году.
23 января 1932 года Шелдон Миллс женился на Франческе Декум из Портленда (штат Орегон), дочери Адольфа Эндрю и Линды Эндрюс Декумов. Адольф Декум занимался скобяным бизнесом. Линда Эндрюс Декум была родом из Уоррена (штат Огайо), где её отец, Фрэнсис Ньюэлл Эндрюс, был преуспевающим торговцем, чья семья прибыла в Америку в 17 веке.
Дедушка Франчески Декум, Фрэнк Декум, родился в Баварии и был известным торговцем фруктами 19-го века, банкиром и инвестором в недвижимость в Портленде.
Шелдон Миллс и Франческа Миллс были родителями трёх дочерей.

## Образование
Шелдон Миллс окончил Рид-колледж в Портленде со степенью бакалавра в 1927 году. Затем он отправился в Вашингтон, где готовился к экзаменам на дипломатическую службу у Ангуса Кроуфорда, который обучал 90 процентов начинающих офицеров дипломатической службы той эпохи. Шелдон Миллз сдал экзамены и был назначен офицером дипломатической службы в декабре 1928 года. С 1939 по 1940 год Шелдон Миллс был направлен в Гарвардский университет, где изучал экономику.
Франческа Декум Миллс посещала «школу мисс Кэтлен» в Портленде и окончила Рид-колледж в 1929 году.

## Карьера
После того, как Миллз был назначен сотрудником дипломатической службы в Государственном департаменте в 1928 году, он начал дипломатическую карьеру, которая длилась 32 года.
Его должности включали Боливию, Панаму, Румынию, Чили, Индию и Бразилию. Он также был послом Соединенных Штатов в Эквадоре (1954—1956), Афганистане (1956—1959) и Иордании (1959—1961).
У Миллза сложились позитивные отношения с королем Афганистана Захир-шахом, которые оказались полезными как для США, так и для Афганистана. Король вернулся в Афганистан из вынужденного изгнания в 2002 году, чтобы стать церемониальным «отцом нации» после отступления талибов. Во время пребывания Шелдона Миллза в Кабуле король Захир-шах получал поддержку экономического развития как от Соединенных Штатов, так и от Советского Союза, что было необычным достижением во время Холодной войны, когда страны-получатели были клиентами одной сверхдержавы или другой.
В Иордании у Миллза сложились хорошие личные отношения с королем Хусейном, что укрепило американо-иорданские отношения. Согласно книге Найджела Эштона «Король Иордании Хусейн: политическая жизнь» (стр. 83), в начале 1960 года король сказал послу Миллсу, что «арабская легенда» о том, что Израиль следует столкнуть в море, должна быть оставлена, и что «пришло время отбросить эмоции и предпринять шаги к окончательному урегулированию между Израилем и арабами».

## Дальнейшая жизнь
После ухода с дипломатической службы и выхода на пенсию переехал в Санта-Барбару (штат Калифорния). Миллс был активным членом клубов «Ченнел Сити», «Космополитен», Совета по международным отношениям, Американской ассоциации дипломатической службы, а также дипломатических и консульских служащих в отставке. Он часто публиковал в местных газетах обзорные статьи по иностранным делам.